# Мелекіатон
Мелекіатон (*д/н — 361 до н. е.) — цар Кітіону і Ідаліону в 385—362 роках до н. е.

## Життєпис
Син царя Баалрама II. Ймовірно, разом з батьком брав участь у війні проти Евагора I, царя Саламіна. У 387 року до н. е. після поразки і загибелі Баалрама II втік до перського царя Артаксеркса II.
У 385 році до н. е. у складі перських військ брав участь у війні проти Евагора I і Демоніка, царя Кітіона. По загибелі останнього захопив Кітіон. Боровся проти Евагора до укладання миру 376 року до н. е. Повернув собі владу над Ідаліоном. Встановив двомовний напис в Ідаліоні на честь успіхів над Евагором та відновлення своєї влади.
У подальшому зберігав вірність Персії, допомагаючи контролювати Кіпр. У 366 році до н. е. виявився єдиним, хто зміг протистояти успіхам Нікокла, царя Саламіну, що доєднався до повстання сатрапів в Малій Азії. Помер або загинув під час цієї боротьби близько 361 року до н. е. Трон спадкував син Пум'ятон.